# Empire: De nieuwe wereldorde

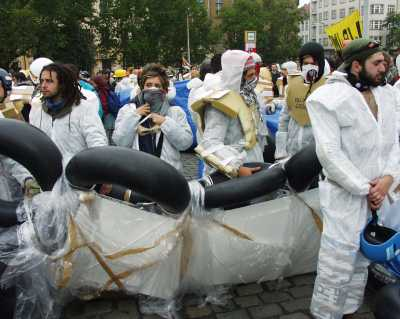
Activisten van de door Empire beïnvloede Tute bianche ('witte overalls') op een andersglobalistische demonstratie

Empire: De nieuwe wereldorde (2000; oorspronkelijke Engelse titel: Empire) is een boek over globalisering en geopolitiek van de marxistische denkers Michael Hardt en Antonio Negri.
Hoofdstelling van het boek is dat in het globaliseringstijdperk een nieuwe vorm van kapitalistische soevereiniteit ontstaat, die Hardt en Negri 'Empire' noemen.

## Achtergrond en opbouw
Empire is een politiek-filosofisch werk, dat poogt een 'groot verhaal' voor het globaliseringstijdperk te formuleren: een verhaal van bevrijding van de menselijke productiekrachten uit de kapitalistische overheersing. Het boek bestaat uit vier delen: deze eerste twee analyseren het ontstaan en de structuur van het Empire (bovenbouw), de laatste twee de biopolitieke productie (onderbouw), de uitbuiting van de multitude en de mogelijkheden tot bevrijding. Deze opbouw is ontleend aan die van Marx' Das Kapital, dat de werking van het kapitaal eerst beschrijft op het hoge niveau van de handel, om vervolgens af te dalen 'in de krochten van de productie'. Als model voor Empire geldt naast Das Kapital ook Mille Plateaux van Gilles Deleuze en Félix Guattari, waaraan naast termen als deterritorialisering en reterritorialisering het concept van de 'machine' als centrale ontologische categorie ontleend wordt.
Naast Marx, Deleuze en Guattari zijn de belangrijkste invloeden op het boek Spinoza (over wie Negri eerder L'anomalia selvaggia schreef) en Foucault.
Hoewel gepubliceerd in 2000, werd het boek geschreven tussen de Golfoorlog (1991) en de oorlog in Kosovo (1999); "de lezer moet het betoog dan ook tussen deze voor de vorming van het Empire veelbetekenende gebeurtenissen plaatsen".
Directe aanleiding voor het schrijven van Empire waren nieuwsbeelden van de Golfoorlog, die Hardt en Negri het idee gaven dat er 'iets anders' aan het gebeuren was op het wereldtoneel. Ze schreven Empire grotendeels in de vroege jaren 90. Negri keerde in 1997 terug naar Italië vanuit zijn Franse ballingschap om zijn gevangenisstraf uit te zitten wegens de 'ideologische steun' die hij gegeven zou hebben aan de Rode Brigades; Hardt werkte daarna nog een jaar door en leverde in 1998 het manuscript in bij Harvard University Press.
Bij de samenwerking werd de stof tussen beide auteurs verdeeld, waarna beiden elkaars stukken lazen en herschreven; Hardt vertaalde uiteindelijk Negri's delen vanuit het Italiaans. Het resultaat is volgens Hardt een 'derde stem' die noch zijn eigen stem, noch die van Negri is.

## Moderniteit en postmoderniteit
Hardt en Negri gaan ervan uit dat de moderniteit voorbij is en dat de globalisering plaatsvindt in een nieuw, postmodern tijdperk. De moderniteit, die haar oorsprong vindt tussen 1200 en 1600, beschouwen zij als een wisselwerking tussen twee krachten: enerzijds het 'revolutionaire' humanisme, dat uitgaat van een immanente, creatieve, constituerende macht die streeft naar democratie (Spinoza's potestas); anderzijds de vorming van transcendente, geconstitueerde machtsstructuren in de vorm van natiestaten die deze creatieve machten in toom houden om kapitalistische uitbuiting mogelijk te maken (Spinoza's potentia).
Door deze wisselwerking brengt de moderniteit niet de democratische revolutie die ze beloofde, maar een diepe crisis in de Europese en mondiale geschiedenis. De eerste verschijnselen hiervan zijn de godsdienstoorlogen en burgeroorlogen van de 17e eeuw, later gevolgd door kolonialisme, slavernij, twee wereldoorlogen, genocide, nucleaire bewapening en apartheid. Op wereldwijde schaal kenmerkt zich de moderniteit door de langzame vorming van een internationale orde, die als doel heeft de crisis te bestrijden of in te dammen. Deze krijgt uiteindelijk gestalte in de vorming van de Verenigde Naties, waarmee meteen een punt van overgang bereikt is: de overgang van een internationale naar een mondiale orde.

## Vorming van het Empire
In het postmoderne en postindustriële tijdperk brokkelt de soevereiniteit van natiestaten af onder invloed van de globalisering, zoals vele andere auteurs ook al opgemerkt hebben. Hardt en Negri verwerpen echter de these dat de globalisering een centraal gestuurd project zou zijn, een complot vanuit Washington of enig ander machtscentrum; tegelijk betekent globalisering ook niet dat er geen orde meer is, dat de onzichtbare hand van de markt 'bevrijd' zou zijn uit de greep van regulering door natiestaten.
Globalisering betekent noch het einde van de natiestaat, noch van soevereiniteit: voortaan zijn natiestaten onderdelen en instrumenten van een groter systeem, het Empire, dat wereldwijd soevereiniteit uitoefent. Het Empire is niet gebonden aan enige natiestaat en kent geen centrum: het is een decentraal en deterritorialiserend netwerk, dat grenzen (landsgrenzen, handelsbarrières) afbreekt en weer opbouwt naar eigen goeddunken.

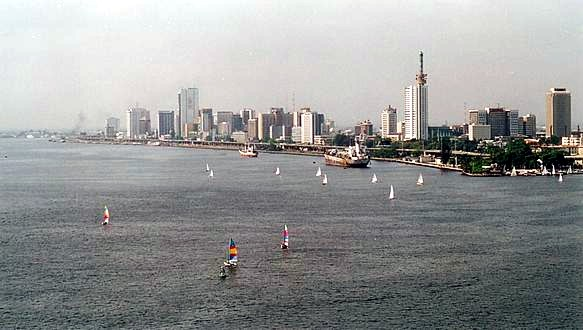
Skyline van Lagos: 'de Eerste Wereld in de Derde'

Daarmee vormt het Empire een breuk met het moderne imperialisme: daarin was sprake van een buitengebied dat door de Europese mogendheden veroverd en uitgebuit werd. Door globalisering is het kapitalisme nu mondiaal geworden, het heeft geen 'buiten' meer. Oorlogen en conflicten vormen in het huidige tijdperk geen imperialistische veroveringsstrijd, maar reterritorialisering van het Empire: het afbreken van bestaande grenzen en hiërarchieën omdat ze niet meer voldoen, gevolgd door de schepping van nieuwe. Het Empire vaagt het onderscheid tussen Eerste en Derde Wereld weg: rijkdom en armoede zijn op veel plekken naast elkaar te vinden. Verder is de imperiale macht enkelvoudig: de concurrentie tussen staten onderling, die de drijvende kracht achter het moderne imperialisme was, is nu een strijd om de beste plekken binnen de imperiale hiërarchie.
Hiermee rekenen de auteurs ook af met de theorie dat de huidige wereldorde gedomineerd wordt door een Amerikaans imperialisme: de Verenigde Staten oefenen hegemonie uit op het wereldtoneel, maar zijn slechts een onderdeel van het Empire. Ontevredenheid over deze verklaring van de huidige wereldorde was zelfs een van de hoofdredenen voor de samenwerking.

### Soevereiniteit en machtsuitoefening
De aard van soevereiniteit is in het Empire op fundamentele wijze veranderd. In de moderniteit stonden grenzen, binaire scheidingen tussen 'binnen' en 'buiten', centraal in het concept van soevereiniteit: landsgrenzen, maar ook scheidslijnen tussen wit en zwart, kolonisator en onderworpene, Israëli en Palestijn. Imperiale soevereiniteit daarentegen, werkt niet door uitsluiting, maar juist door gedifferentieerde insluiting. Multinationals behandelen werknemers van verschillende nationaliteiten op verschillende manieren en onderwerpen hen aan 'verschillende gradaties van uitbuiting'. Hun etnische verschillen worden in stand gehouden door het Empire, zoals te zien was aan de cultuurpolitiek van het voormalige Oostblok na de val van de Muur. Ook het politieke discours over multiculturalisme moet in dit licht worden gezien.
Het Empire oefent een pervasieve macht uit over het gehele maatschappelijke leven: biomacht. De legitimiteit voor deze macht wordt geleverd door de communicatie-industrie, die door bijvoorbeeld reclame verlangens, identiteiten en subjectiviteiten produceert. De macht wordt zo immanent gemaakt aan de economische productie, vooral de immateriële; er is sprake van biopolitieke productie, waarin economie en politiek samenvallen. Door biomacht wordt het gezag van het Empire geïnternaliseerd: het schept 'machines' van onderwerping in lichaam en geest. Er ontstaat een controlemaatschappij in plaats van de door Foucault beschreven disciplinemaatschappij.

### Hybride constitutie van het Empire
Hardt en Negri beschrijven het Empire als een piramidemodel met drie lagen:
- Aan de top van het Empire staan de Verenigde Staten, de enig overgebleven supermacht. Vlak daaronder bevindt zich een aantal andere machtige natiestaten, verenigd in netwerken als de G7 en het World Economic Forum. Deze beheren de mondiale monetaire stromen, met name de wisselkoersen.
- Op de tweede laag bevinden zich de netwerken die multinationals vormen om kapitaal, technologie en bevolkingen te reguleren. Zij produceren goederen, diensten en hun eigen afzetmarkten. Onder de multinationals staan weer de overige natiestaten, die het Empire dienen door de eigen bevolking in het gareel te houden.
- De derde laag dient als vertegenwoordiging van de menigte, de wereldbevolking: organisaties als de Algemene Vergadering van de VN, de media en de verschillende NGO's filteren de belangen van de bevolking zodat deze in het Empire kan worden opgenomen.

Deze beschrijving met drie lagen is gebaseerd op Polybius' model van de constitutie van het Romeinse Rijk, dat een synthese zou zijn van drie bestuursprincipes: de monarchie, de aristocratie en de democratie. De drie lagen houden elkaar in evenwicht zodat monarchie niet verwordt tot tirannie, aristocratie tot oligarchie of democratie tot ochlocratie of anarchie.
Evenwel verschilt het Empire van dit model, in de zin dat het Empire niet de gemengde constitutie is die Polybius voorstelde en waarin verschillende sociale groepen/klassen het evenwicht bewaren. In het Empire neigen de verschillende componenten ernaar in elkaar over te lopen, zodat een hybride constitutie ontstaat. Het hele bouwwerk wordt bij elkaar gehouden door de manipulatie van politiek en publieke opinie die Guy Debord le spectacle (het spektakel of schouwspel) noemde: "het politieke discours is een goed voorbereid verkooppraatje, en politieke participatie is gereduceerd tot het selecteren uit consumeerbare beelden".
Dit postmoderne schouwspel functioneert voornamelijk door de schepping van angst.

## Multitudeen verzet
Tegenover het Empire staat de multitude, de wereldbevolking met haar immanente verlangen naar vrijheid en democratie. Het concept multitude is voornamelijk ontleend aan Spinoza, maar gaat volgens Hardt en Negri ten minste terug tot Willem van Ockham en diens conceptie van de Ecclesia (Kerk) als multitudo fidellum (gemeenschap van gelovigen).
Tot de multitude behoort iedereen die arbeid levert en iedereen die arm is, kortom iedereen die (in de ogen van de auteurs) door het kapitaal gedisciplineerd, overheerst en uitgebuit wordt. Ze vormt een nieuw proletariaat, dat verschilt van het traditioneel-marxistische proletariaat in de zin dat de multitude niet beperkt is tot de industriële arbeiders; deze vormen zelfs niet meer de revolutionaire voorhoede. De fabrieken leveren niet langer de hoogste socialisatie- en organisatiegraad aangezien die vooral door communicatie geregeld worden; de fabrieksarbeid heeft haar hegemonie verloren aan de immateriële arbeid.
Empire gaat uit van het principe dat het 'verzet' in de klassenstrijd actief is, voortkomend uit het verlangen van de multitude, terwijl de soevereine macht reactief is: verzet, niet overheersing, is de motor die de geschiedenis voortstuwt. Deze notie gaat terug op zowel de operaïstische traditie binnen het Italiaanse marxisme, waarvan Negri een belangrijke exponent was, alsook op de filosofie van Deleuze. De kapitalistische ontwikkeling, inclusief de globalisering, is dus niet primair geboren uit het streven naar een wereldmarkt, maar eerder uit het proletarisch internationalisme, het streven naar deterritorialisering dat vanaf het begin een centraal onderdeel van democratische en communistische strijd is geweest.
Dit principe heeft verregaande gevolgen voor de antikapitalistische beweging. Deze moet niet de natiestaat beschouwen als een wapen tegen het kapitaal en proberen grenzen aan het kapitaalverkeer op te werpen: een dergelijk streven naar behoud van het lokale is zowel zinloos als schadelijk, menen Hardt en Negri, aangezien het voorbijgaat aan het feit dat lokaliteit door het Empire geproduceerd wordt, en gezien de gruwelen die nationalisme in de geschiedenis teweeg heeft gebracht. Ook de combinatie van nationalisme en socialisme betekent onheil, zoals de sociaaldemocratische steun voor de Eerste Wereldoorlog en het stalinisme laten zien. Hoewel nationalisme progressieve waarde kan hebben in het organiseren van mensen tegen hun overheersers, dus in koloniale situaties en bijvoorbeeld in Palestina, verliest het die kwaliteit wanneer de nationale staat gevestigd is. In het algemeen is soevereiniteit, in welke vorm dan ook, een vijand van de democratie: 'de vraag', aldus Hardt in een interview, 'is niet of de staat vernietigd moet worden om democratie te vestigen, maar wat het juiste moment is om dat te doen'.
In plaats van het lokale en de natiestaat te willen behouden moet links inzetten op een wereldwijde democratie. Hardt en Negri pleiten dus eerder voor andersglobalisme dan antiglobalisme, en doen dat in sterk hegeliaanse, dialectische termen: het Empire is een nieuw stadium in de teleologische wereldgeschiedenis, en biedt nieuwe kansen op bevrijding. Evenwel geven zij zelf aan slechts te 'flirten' met Hegels terminologie, zoals ook Marx dat doet in Das Kapital: '[w]erkelijkheid en geschiedenis zijn niet dialectisch en geen enkele idealistische retorische gymnastiek is in staat ze aan de dialectiek te conformeren'.

## Receptie
Het verschijnen van Empire maakte een grote discussie los; tot op heden verschenen minstens drie boeken met commentaren en discussies over de inhoud.
Kort na het uitkomen werd het boek door de Sloveense filosoof Slavoj Žižek uitgeroepen tot 'niets minder dan een herformulering van het Communistisch Manifest voor onze tijd'; de marxistische literatuurcriticus Fredric Jameson noemde het werk 'de eerste grote nieuwe theoretische synthese van het nieuwe millennium'.
Žižek plaatste echter wel kanttekeningen bij de drie eisen die aan het eind van het boek gesteld worden: Hardt en Negri houden geen rekening met de sociaal-economische gevolgen die deze zouden hebben. De roep om mondiaal burgerschap, met name, zou het openen van de grenzen en daarmee een gewelddadige populistische revolte tegen immigranten veroorzaken, 'waarbij figuren als Haider schoolvoorbeelden van multiculturele tolerantie zouden lijken'. Om deze reden noemde hij het een 'premarxistisch' boek, en meende hij dat Hardt en Negri beter Lenin hadden kunnen volgen dan Marx.
De Venezolaanse president Hugo Chávez heeft verklaard dat hij de lijn van het boek volgt, hoewel Negri daar enige vraagtekens bij plaatst—zonder Chávez af te vallen.
Hardt analyseerde Chávez' bolivarische politiek, inclusief het succesvolle verzet tegen de FTAA, als een strategie van de imperiale aristocratie tegen de monarchische macht van de VS, die alleen progressief kan blijven zolang ze de macht van de multitude vergroot. Als belangrijkste aspect van de 'Bolivarische Revolutie' merkt hij het ontstaan van autonome bewegingen in de barrio's aan.
Álvaro García Linera, vicepresident van Bolivia, verklaarde dat de horizontale coördinatie van Indiaanse gemeenschappen en verschillende productiesectoren in zijn land een 'multitudevorm' hebben.
Een jaar na het verschijnen van Empire vonden de aanslagen van 11 september plaats. Met dit terrorisme, de Amerikaanse reactie daarop en de inval in Irak leek de geschiedenis het boek op slag achterhaald te hebben. Deze gebeurtenissen worden behandeld in De menigte (Multitude, 2004), dat tevens de boodschap van Empire toegankelijker uiteenzet, met minder gebruik van poststructuralistisch jargon. Al in 2002 schreef Hardt dat de Bushdoctrine een terugkeer naar het imperialisme inhield en waarschuwde hij de wereldleiders voor de desastreuze gevolgen die dat zou hebben.
In 2006 schreef hij dat de toestand in Irak duidelijk maakt dat het imperialistische project van de VS niet kan worden volgehouden, laat staan herhaald.
De schrijfstijl van Hardt en Negri werd gehekeld door Noam Chomsky. Die gaf te kennen slechts delen van het boek te hebben begrepen, en daar weinig nieuws uit geleerd te hebben. Het overmatig gebruik van filosofisch jargon noemt hij een onderdeel van het 'spel van intellectuelen', dat onbedoeld machtsstructuren versterkt.
Hardt en Negri's afwijking van het orthodoxe marxisme is hen op kritiek uit linkse hoek komen te staan: volgens de trotskistische politicoloog Alex Callinicos is hun theorie van macht eerder anarchistisch of postmarxistisch dan marxistisch van aard en 'herschrijven' zij Marx als Foucault. Verder verwerpt hij hun klassenanalyse en beschuldigt hij hen van een gebrek aan politiek-strategisch inzicht. Hardt en Negri zelf noemen zich libertaire communisten en wijzen de 'beschuldiging' van anarchisme van de hand.